# Michelle Hunziker
Michelle Yvonne Hunziker (Sorengo, 24 de janeiro de 1977) é uma atriz, cantora e modelo suíça, naturalizada italiana.
Michelle foi mulher de Eros Ramazzotti, tendo casado com o cantor italiano em 1998 e posteriormente se divorciado em 2002.

## Filmografia
- (1998) La forza dell'amore - Tiziana
- (1999) The Protagonists - Sue
- (2000) Erstes Glück - apresentadora
- (2000) Alex l'ariete - Antavleva Bottazzi
- (2003) Ancient Warriors - Kim
- (2004) Love Bugs - fêmea-líder
- (2007) Natale in crociera - Michela Bacci
- (2008) Natale a Rio - Linda Vita
- (2009) Natale a Beverly Hills - Serena